# Шварценберг, Адольф фон
Адольф фон Шварценберг (нем. Adolf von Schwarzenberg; 1547 — 29 июля 1600, Буда) — граф Священной Римской империи, знаменитый австрийский военачальник XVI века.

## Биография

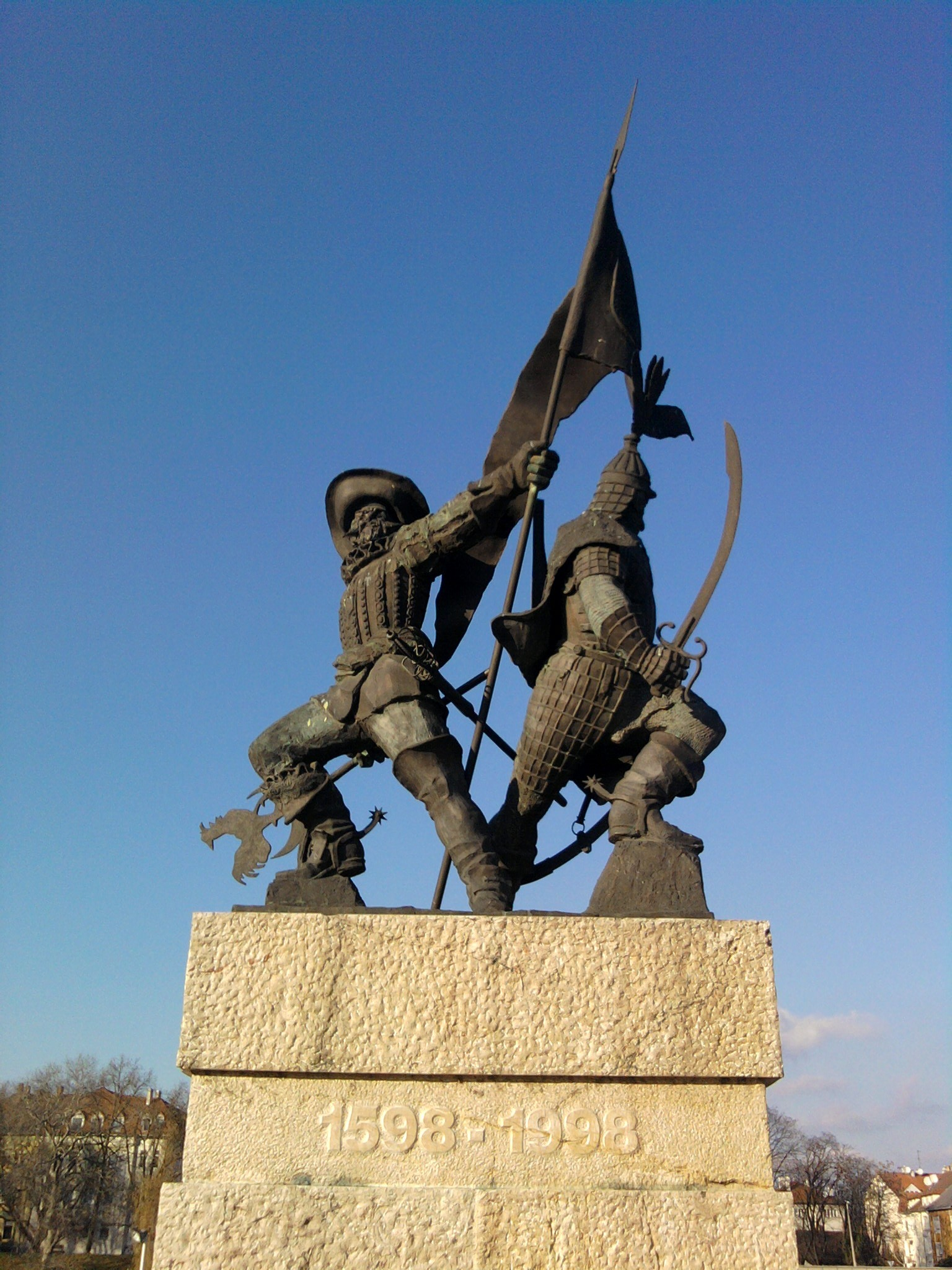
Памятник Адольфу фон Шварценбергу и Миклошу Пальфи в Дьёре (Венгрия)

Первый граф Шварценберг, потомок Эркингера фон Зейнсгейма. Представитель известного с XII века франконского дворянского рода (теперь княжеский) Шварценбергов из Зайнсхайма, которые позднее вступили в австрийское подданство.
Участник религиозных войн. Особо отличился в войнах на восточных границах империи, командуя полком имперских войск против турок.
B 1598 году имперская армия под руководством фельдмаршала Адольфа фон Шварценберга, осаждала турецкую крепость Офен, но османы, получив подкрепления, отстояли крепость-город.
В 1599 году за победу над турками в битве у Раба (ныне венгерский город Дьёр) получил титул имперского графа и право добавить в фамильный герб поле с головой мертвого турка, которому ворон выклевывает глаза.
Погиб при осаде Буды в Венгрии в 1600 году при мятеже ландскнехтов, страдавших от недостатка еды и денег, и решивших сдаться туркам. Адольф воспротивился и был ими убит. Император Рудольф II организовал Адольфу фон Шварценбергу пышные похороны и построил мемориал в Вене.
Меч военачальника хранится сейчас в арсенале Вены.
Его единственный сын Адам фон Шварценберг (1583—1641) был советником курфюрста Бранденбурга во время Тридцатилетней войны.